# Nidym
Nidym (rusky Нидым) je řeka v Evenckém rajónu v Krasnojarském kraji v Rusku. Je dlouhá 379 km. Povodí řeky má rozlohu 14 500 km².

## Průběh toku
Pramení na horském hřbetu Jangil a protéká Středosibiřskou pahorkatinou. Na středním toku teče v úzké a hluboké dolině. Ústí zleva do Dolní Tunguzky v povodí Jeniseje.

## Vodní režim
Zdrojem vody jsou sněhové a dešťové srážky. Zamrzá v říjnu a rozmrzá v květnu.